# Fernand Auwera
Fernand Auwera, pseudoniem van Ferdinand Henri Leon van der Auwera (Antwerpen, 26 november 1929 – 27 oktober 2015), was een Vlaamse auteur.

## Biografie
Auwera leed van zijn vijfde tot zijn vijftiende jaar aan astma, hetgeen tot een zeker isolement leidde. Na zijn middelbare school (Sint-Henricus) trad hij in dienst bij de Stad Antwerpen, waar hij werkte van 1948 tot 1989, tot zijn pensioen op 60-jarige leeftijd. Hij trouwde in 1957 met Maria Moors (1933-1994). Samen kregen ze in 1965 een zoon.

## Literair leven
Naast twintig romans publiceerde Fernand Auwera vijf bundels korte verhalen, drie bundels met interviews over het maatschappelijk engagement van de schrijver, 2 bundels met geselecteerde journalistieke bijdragen over en rond de literatuur, evenals enkele monografieën (over Piet Van Aken, C. Buddingh' en Willem Elsschot), een boek met columns, een tiental kinderboeken, een boek over striptekenaar Marc Sleen, maakte hij samen met kunstschilder Jan Vanriet een boek met getekende en geschreven portretten. Samen met stadsgids George van Cauwenbergh, schreef hij een Cultuurgids voor Antwerpen. Hij stelde eveneens een bundel met korte verhalen van Vlaamse en Nederlandse schrijvers samen Drinken tot we zinken en enkele speciale nummers van literaire tijdschriften. Gerd de Ley publiceerde Allerlei redenen om te zwijgen, een selectie uit zijn werk verzamelde aforismen.
Voor de gezelschappen KNS en Raamtheater vertaalde Fernand Auwera acht toneelstukken.
Hij was twee jaar (1950-1952) secretaris van de Vlaamse culturele vereniging 'De Nevelvlek' (1950-1958). Hij werkte mee aan talrijke tijdschriften en dagbladen en was van 1970 tot 1980 correspondent uit Vlaanderen van de Volkskrant.
Verder was hij redactielid van 'Dietsche Warande & Belfort' en bestuurslid van het PEN-Centrum voor Vlaanderen.
Thema's in het oeuvre van Fernand Auwera zijn o.a. gespletenheid, desillusie, kwetsbaarheid, menselijk falen. In zijn ironische semi-autobiografische romans die voor hem soms een therapeutische werking hadden, is de zwarte, droge humor nooit ver weg. Zijn aangeboren eigenzinnigheid uit zich al in titels als We beginnen de dag opgeruimd en lopen rond de tafel, Uit het raam springen moet als nutteloos worden beschouwd, De toren van Babel is geen puinhoop, Memoires van een afwezige, Zeer slordig woordenboek en Zonder onderschriften.

## Filmografie
Als scenarist debuteerde hij in 1977 met, op verzoek van regisseur Jef Cassiers, een bewerking (voor de BRT) van een kort verhaal van Felix Timmermans. Sindsdien schreef hij regelmatig scenario's, waarvan een aantal voor en samen met Robbe De Hert (De Witte van Sichem, Het leven dat we droomden, Gaston's War, Lijmen/Het Been), werkte hij mee aan het scenario Daens van Stijn Coninx, schreef hij het scenario voor de verfilming van zijn romans De Weddenschap (BRT) en Uit het raam springen moet als nutteloos worden beschouwd (in samenwerking met regisseur Jean-Pierre De Decker en Stijn Coninx) en, samen met de Nederlandse regisseur Klaas Rusticus, dat voor de verfilming van Elias of het gevecht met de nachtegalen (naar Maurice Gilliams). In 1995 kreeg hij een scenariopremie voor Sing-Sing (werktitel), en hij werkte mee aan het scenario voor de door Paul Cammermans geplande verfilming van zijn in 1965 gepubliceerde roman De koning van de bijen.

## Oeuvre

### Romans
- 1963 - De weddenschap, uitgeverij Stols, Den Haag
- 1964 - De donderzonen, uitgeverij Meulenhoff, Amsterdam; heruitgave W. Beckers, Kalmthout-Antwerpen, 1977
- 1965 - De koning van de bijen, Meulenhoff
- 1967 - Mathias ‘t Kofschip, Meulenhoff; heruitgave Houtekiet 2003
- 1968 - In memoriam A.L. (misdaadroman), Spectrum, Prisma 1322
- 1976 - Bloemen verwelken schepen vergaan, Standaard Uitgeverij, Antwerpen
- 1977 - Zonder onderschriften, Standaard Uitgeverij, Antwerpen
- 1978 - Ik wou dat ik een marathonloper was, Standaard Uitgeverij, Antwerpen
- 1983 - Uit het raam springen moet als nutteloos worden beschouwd, uitgeverij Manteau, Antwerpen; 2e druk 1986. Verfilmd als Springen door Jean-Pierre De Decker met Herbert Flack als Axel.
- 1985 - Chantage, Manteau
- 1986 - De toren van Babel is geen puinhoop, Hadewijch, Antwerpen
- 1989 - Wachttijd, uitgeverij Houtekiet, Antwerpen
- 1990 - Een duidelijk maar doodlopend spoor, Houtekiet
- 1992 - Memoires van een afwezige, Houtekiet
- 1993 - Tedere schade, Meulenhoff, Amsterdam
- 1994 - De nachten van Andreas Richter, Meulenhoff, Amsterdam
- 1997 - De katten van Krakau, Meulenhoff, Amsterdam
- 2001 - Vliegen in een spinnenweb, De Prom, Baarn
- 2002 - Brahms voor Hitler, De Prom, Amsterdam
- 2007 - Indirect bewijs, uitgeverij Wever & Bergh, Antwerpen
- 2011 - Kleurvaste kameleons, uitgeverij Kramat, Westerlo

### Verhalen
- 1969 - Vogels met rode beulskoppen, Standaard uitgeverij, Antwerpen
- 1973 - Zelfportret met gesloten ogen, Standaard, Antwerpen
- 1974 - We beginnen de dag opgeruimd en lopen rond de tafel, Standaard, Antwerpen
- 1987 - Zeer slordig woordenboek, Hadewijch, Antwerpen
- 1995 - De man in de stoel, Meulenhoff, Amsterdam

### Non-fictie
- 1969 - Schrijven of schieten, Standaard (interviews)
- 1970 - Geen daden maar woorden, Standaard (interviews)
- 1972 - Piet Van Aken, Ministerie Nat.Opv en Ndl.Cult.-Helios (monografie)
- 1979 - Cowboy spelen, Elsevier – Manteau (beschouwingen)
- 1980 - C. Budding’, Gottmer/Orion, “Grote Ontmoetingen, 43” (monografie)
- 1980 - De Witte van Sichem, met Robbe de Hert (filmboek)
- 1982 - The Child is Father of the Man (monografie i.o. over Piet Van Aken, Paul de Wispelaere, Jef Geeraerts, Jozef Deleu, Walter van den Broeck, Monika van Paemel)
- 1982 - Een vete (met Heere Heeresma), klandestiene uitgave Victor et Embargo, Amstelveen (polemiek)
- 1984 - Huilen met de pet op (columns)
- 1984 - Mooie, gekwetste ziel, Manteau (teksten bij tekeningen van Jan Vanriet)
- 1985 - Engagement of escapisme, Wereldvenster/Standaard (interviews)
- 1985 - Marc Sleen, met Jan Smet, Mercator-Plantijn/Standaard (huldeboek)
- 1992 - Schrijvers drinken om helder te blijven, Houtekiet (beschouwingen)
- 1993 - Cultuurstad Antwerpen, met George van Cauwenbergh, Hadewijch (stadsgids)
- 1999 - Willem Elsschot, De Prom, Baarn (monografie)

### Kinderboeken
- 1960 - Kamiel de geleerde kameel, De Nederlandsche Boekhandel, Antwerpen
- 1961 - Okidoki’s reis naar de sterren, Uitgeversfirma L. Opdebeek, Antwerpen
- 1961 - Een fort in de rimboe, historische verhalen met S. Scholliers (historicus VUB Brussel)
- 1962 - Verkenners varen naar Indië, historische verhalen met S. Scholliers
- 1962 - Silvester de stenen kabouter
- 1963 - Het Manneke en de roestige ridder, Uitgeverij Helios, Antwerpen
- 1963 - De St. Maartensramp, historisch verhaal
- 1965 - Misdaad in de dierentuin
- 1966 - Karel Kruisdegen en de inktvissen, De Sikkel, Antwerpen
- 1966 - De dode kathedraal, historisch verhaal
- 1976 - wat moet ik nu beginnen? vroeg de koning, J. Van In, Lier
- 1976 - De gnokkel en andere verhalen

## Prijzen
- Mathias ‘t Kofschip:
  - Provinciale Prijs voor het Proza van de Provincie Antwerpen 1967
  - Yangprijs 1967

- Zelfportret met gesloten ogen:
  - August Beernaertprijs van de Koninklijke Academie voor Nederlandse Taal- en Letterkunde
  - Arkprijs van het Vrije Woord

Algemeen:
- Sabamprijs voor literatuur 1995.
- Provinciale Premie voor het Proza van de Provincie Antwerpen.
- Prijs van verdienste (Gulden Mira) voor zijn werk als scenarist, van de Vereniging van Vlaamse filmpers, 2008.
- Provinciale prijs voor letterkunde 2010 voor gezamenlijk oeuvre, Provincie Antwerpen, 28 mei 2011